# パオロ・ウルタード
クリストファー・パオロ・セサル・ウルタード・ウエルタス（Cristopher Paolo César Hurtado Huertas、1990年7月27日 - ）は、ペルー・カヤオ出身のプロサッカー選手。元ペルー代表。アリアンサ・リマ所属。ポジションは、フォワード。

## 経歴
2008年2月にプロデビュー。
2012年、ポルトガルに渡りFCパソス・デ・フェレイラと契約を結んだ。
2015年8月、チャンピオンシップのレディングFCと3年契約を結んだ。しかし出場機会の確保に苦しみ、冬の移籍市場でヴィトーリアSCにレンタル移籍した。シーズン終了後、レンタル期間が1年延長された。
2017年7月、ヴィトーリアSCに完全移籍。2017-18シーズンはリーグ戦で11ゴールを挙げた。
2018年からはコンヤスポルと契約したが、度重なる怪我の影響で3年間で35試合の出場にとどまった。
2022年に10年ぶりにアリアンサ・リマに復帰した。

## 代表歴

### 出場大会
- ペルー代表
  - 2018 FIFAワールドカップ

### 試合数
- 国際Aマッチ 38試合 3得点（2011年-2019年）[6]

| ペルー代表 | 国際Aマッチ | 国際Aマッチ |
| 年         | 出場        | 得点        |
| ---------- | ----------- | ----------- |
| 2011       | 2           | 0           |
| 2012       | 2           | 0           |
| 2013       | 7           | 2           |
| 2014       | 3           | 0           |
| 2015       | 11          | 0           |
| 2016       | 0           | 0           |
| 2017       | 4           | 1           |
| 2018       | 7           | 0           |
| 2019       | 2           | 0           |
| 通算       | 38          | 3           |

### 得点
| #  | Date          | Venue                                  | Opponent             | Score | Result | Competition                       |
| -- | ------------- | -------------------------------------- | -------------------- | ----- | ------ | --------------------------------- |
| 1. | 2013年3月26日 | エスタディオ・ナシオナル               | トリニダード・トバゴ | 2–0   | 3–0    | 親善試合                          |
| 2. | 2013年9月10日 | Estadio Anzoátegui                     | ベネズエラ           | 1–0   | 2–3    | 2014 FIFAワールドカップ・南米予選 |
| 3. | 2017年9月5日  | エスタディオ・オリンピコ・アタウアルパ | エクアドル           | 2–0   | 2–1    | 2018 FIFAワールドカップ・南米予選 |